# Biserica Sfântul Arhanghel Mihail din Tîrnova
Biserica „Sfântul Arhanghel Mihail” este un edificiu de cult din satul Tîrnova, raionul Dondușeni,  monument arhitectural de importanță națională în Republica Moldova.. Biserica este construită din bârne și lut, destul de mică și joasă, asemănându-se cu casa veche țărăneasca, fiind în stare bine păstrată. În anul 1998, tabla veche a acoperișului a fost înlocuită cu alta nouă, din donațiile enoriașilor, sub grija preotului Gurie (care nu a permis acoperirea cu șindrilă).